# Aéroport de Bergerac-Dordogne-Périgord
Pour les articles homonymes, voir EGC.
L’aéroport de Bergerac - Roumanière (code IATA : EGC • code OACI : LFBE) également dénommé commercialement Aéroport Bergerac Dordogne Périgord, est un aéroport civil français, ouvert à la circulation aérienne publique (CAP), dans le sud-est du territoire communal de Bergerac en Dordogne (région Nouvelle-Aquitaine). Il est situé à environ trois kilomètres du centre-ville, sur la rive gauche (sud) de la rivière Dordogne. Son emprise est bordée à l'ouest et au nord par la route nationale 21.
Il est utilisé pour le transport aérien international et national (lignes régulières pour l'Angleterre, l'Écosse, les Pays-Bas, la Belgique et la Côte d'Azur) ainsi que pour la pratique d’activités de loisirs et de tourisme (aviation légère et hélicoptère). Sa gestion est assurée par la SASU Aéroport Bergerac Dordogne Périgord créée par la Chambre de commerce et d'industrie de la Dordogne.

## Histoire
L’aéroport est créé à la fin des années 1930. Les mouvements d’avions civils et militaires se font de plus en plus nombreux jusqu’à mai 1969, date à laquelle sont instaurés les premiers vols journaliers en direction de Paris comme avec Air Périgord à partir du 1er mai 1970.
Les premières lignes internationales ouvrent en mars 2002, l’aéroport passant ainsi de 16 000 passagers par an à près de 260 000 en 2010.
De 2006 à 2009, cet aéroport a été intégralement réorganisé, unifié et restructuré par l’agence parisienne Aurel et Laurent Architectes. Une identité propre à cette aérogare a été développée par la création d’une « péninsule de liaison », entre les halls départs et arrivées, et l’utilisation de larges surfaces de verre teinté, déclinant des teintes bleue et orange. L’aérogare a été agrandie et son aménagement architectural permet de larges points de vue sur les collines de Monbazillac au sud. L’ensemble des mises aux normes de sûreté aéroportuaire ont été effectuées lors de ce chantier. La surface initiale a été pratiquement doublée lors des travaux.
En 2025, la Direction générale de l'Aviation civile rappelle que la route départementale (RD) 19 est trop proche à l'est de la zone de servitude de la piste pour le décollage et l'atterrissage des avions, le risque étant lié à l'éventuel passage de véhicules à grand gabarit simultanément à celui d'un avion. Jusqu'à présent, elle avait accordé des dérogations mais exige maintenant une mise aux normes avant le 31 décembre 2026 si l'aérodrome veut conserver son agrément international. Cela devrait se traduire par un dévoiement de la RD 19 plus au nord, pour un coût de 1,6 million d'euros.

## Installations

### Pistes
L’aérodrome dispose de deux pistes orientées est-ouest (094°/274°) :
- une piste bitumée longue de 2 205 m et large de 45. Elle est dotée :
  - d’un balisage diurne et nocturne (feux basse et haute intensité),
  - d’un indicateur de plan d’approche (PAPI) pour chaque sens d’atterrissage,
  - d’un système d’atterrissage aux instruments (ILS/DME) pour le sens d’atterrissage 27 ;
- une piste en herbe longue de 700 m et large de 60, réservée aux avions basés.

### Prestations aéronautiques
L’aérodrome est contrôlé et dispose d’un service automatique de diffusion (ATIS) et d’une aire à signaux (ASI). Les communications s’effectuent sur les fréquences de 127,475 MHz pour l’ATIS, de 119,275 MHz pour l’approche et de 119,800 MHz pour la tour. Il est agréé pour le vol à vue (VFR) de nuit et le vol aux instruments (IFR).
S’y ajoutent :
- des aires de stationnement pour l’aviation commerciale et générale ;
- une aérogare pour les passagers de 3 000 m2 ;
- des hangars ;
- une station d’avitaillement en carburant (100LL et Jet A1).

### Prestations commerciales
L'aéroport de Bergerac dispose de plusieurs services commerciaux destiné aux passagers transitant par celui-ci.
- Une boutique de produits régionaux et de souvenirs La Boutique des délices proposant principalement des produits du terroir périgourdin, cartes postales et souvenirs divers.
- Une agence immobilière Valadié Immobilier qui propose des services de transaction immobilière pour les voyageurs à la recherche d'un bien immobilier en Dordogne ou les vendeurs souhaitant atteindre une clientèle internationale.
- Un restaurant Le Saint-Exupéry, situé entre le hall d'arrivée et le hall des départs, il dispose d'un espace de réception intérieur avec vue sur la piste et d'une terrasse extérieure ou peuvent se restaurer et se rafraichir les voyageurs de l'aéroport.
- Un guichet automatique bancaire au niveau du hall d'arrivée.

## Activités
L'aéroport reçoit régulièrement des vols charter vers de multiples destinations, comme Funchal, sur l'île de Madère, Palerme en Sicile, Dubrovnik en Croatie (liste non exhaustive)

### Transport aérien
Les compagnies Ryanair et Transavia.com desservent régulièrement l'aéroport de Bergerac toute l'année, ainsi que Jet2.com et British Airways en période estivale. Le 28 janvier 2023, la compagnie aérienne Flybe a cessé toutes ses opérations à la suite de son placement sous administration judiciaire, signant l'arrêt de la liaison entre Bergerac et Birmingham.
| Compagnies      | Destinations |
| --------------- | --- |
| British Airways | En saison : Londres-City, Londres-Stansted                                                                                            |
| Jet2.com        | En saison : Leeds-Bradford, |
| Ryanair         | Londres-Stansted En saison : - Bournemouth, - Bristol, - Charleroi Bruxelles-Sud, - East Midlands, - Édimbourg, - Liverpool-J.-Lennon |
| Transavia       | Rotterdam-La Haye |

Actualisé le 16/03/2025.

### Loisirs et tourisme
- Aéroclub de Bergerac

## Galerie photographique

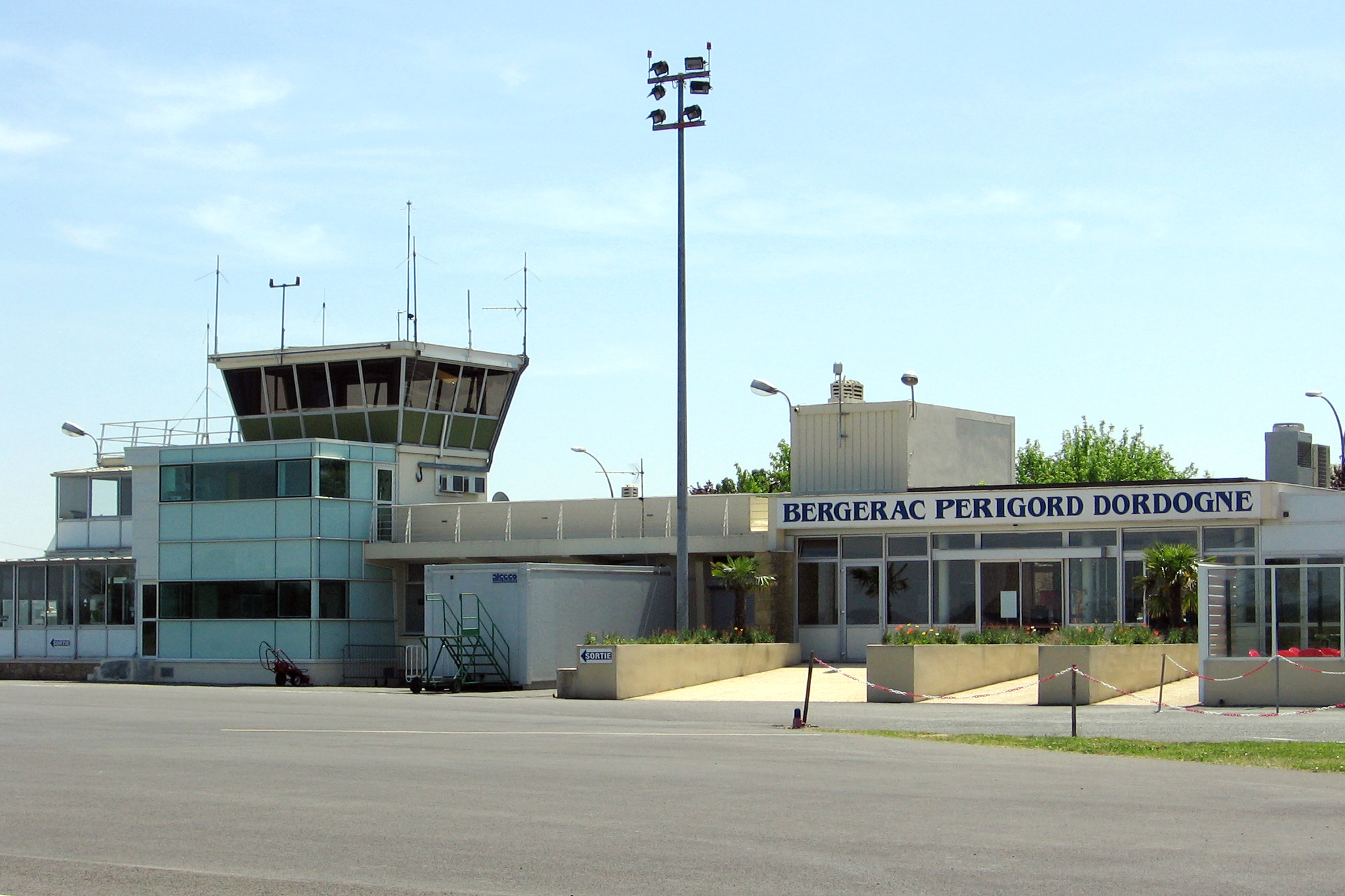
L'aérogare et la tour de contrôle de Bergerac en 2005.
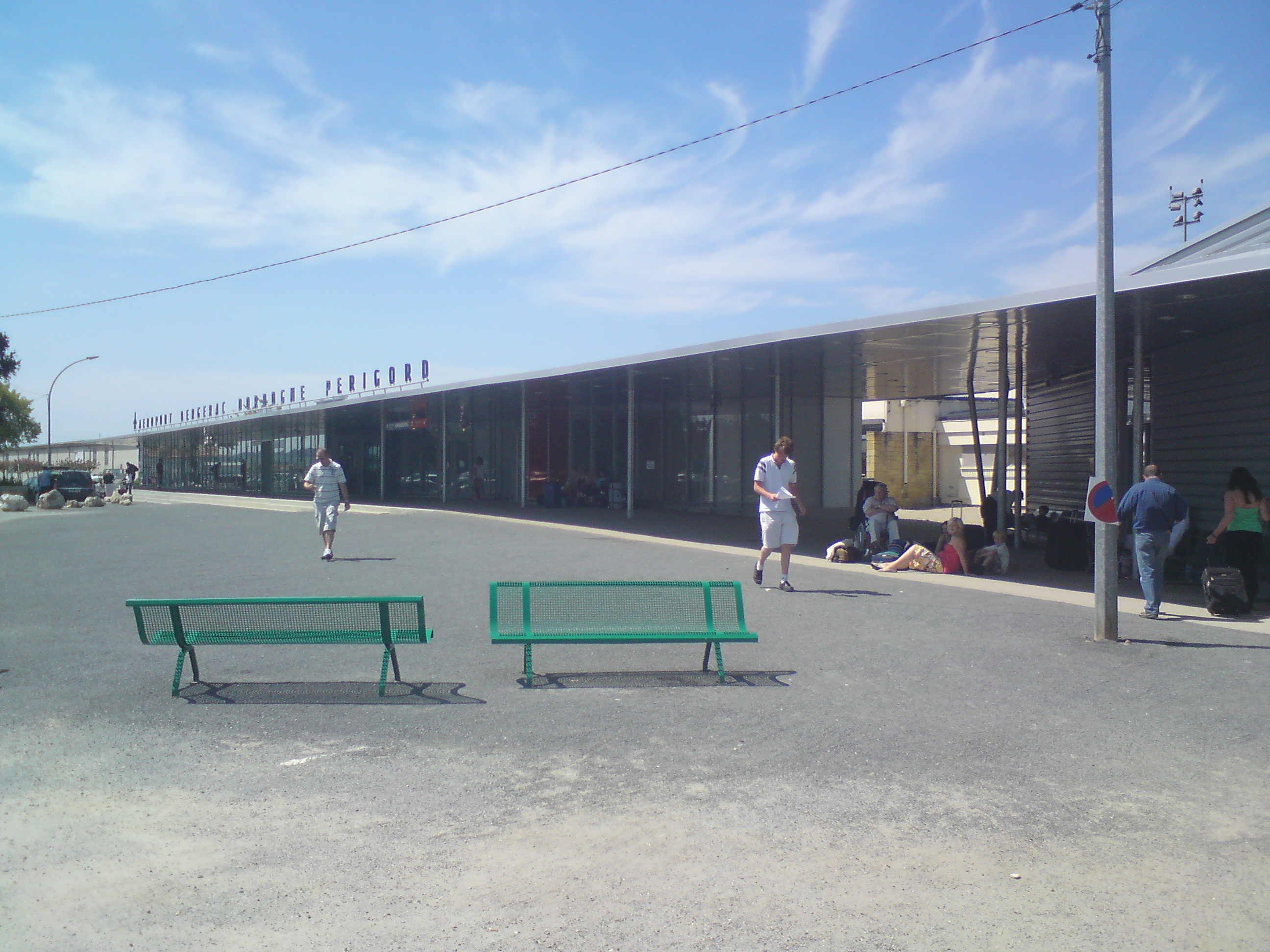
Aéroport de Bergerac en 2009.
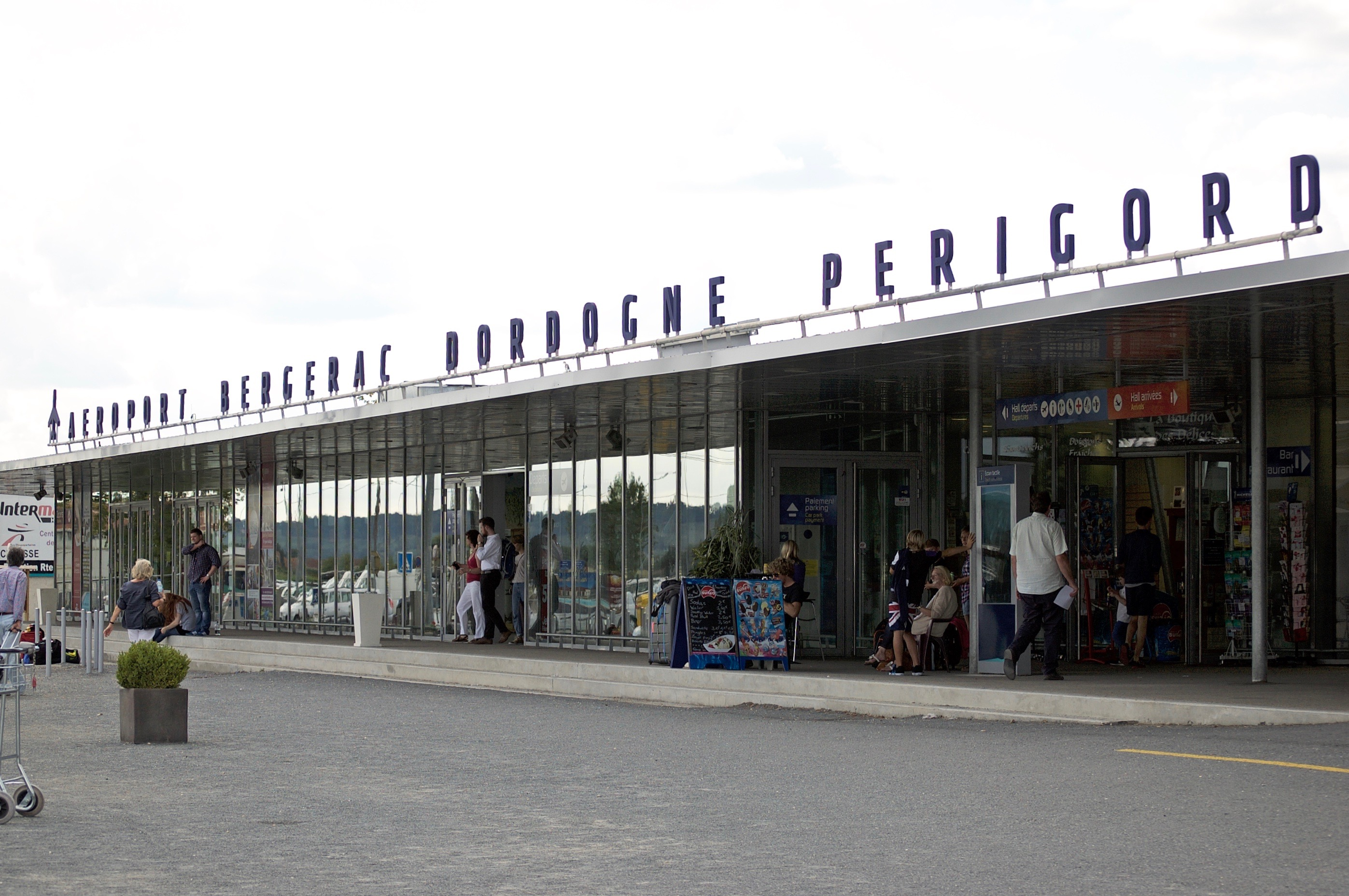
L'aéroport de Bergerac Dordogne Périgord en 2015.
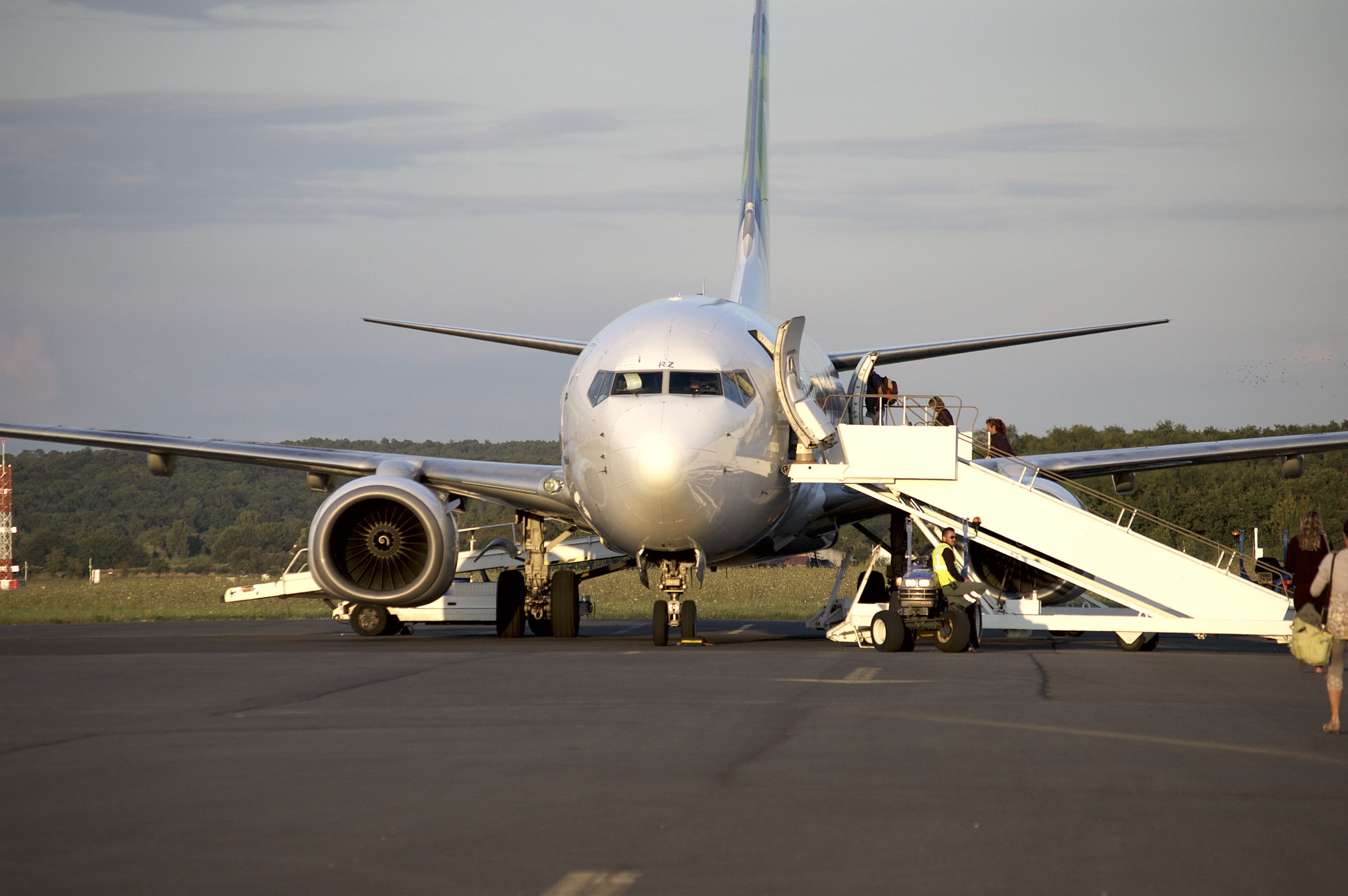
Boeing-737-700 de Transavia en 2015 à Bergerac.
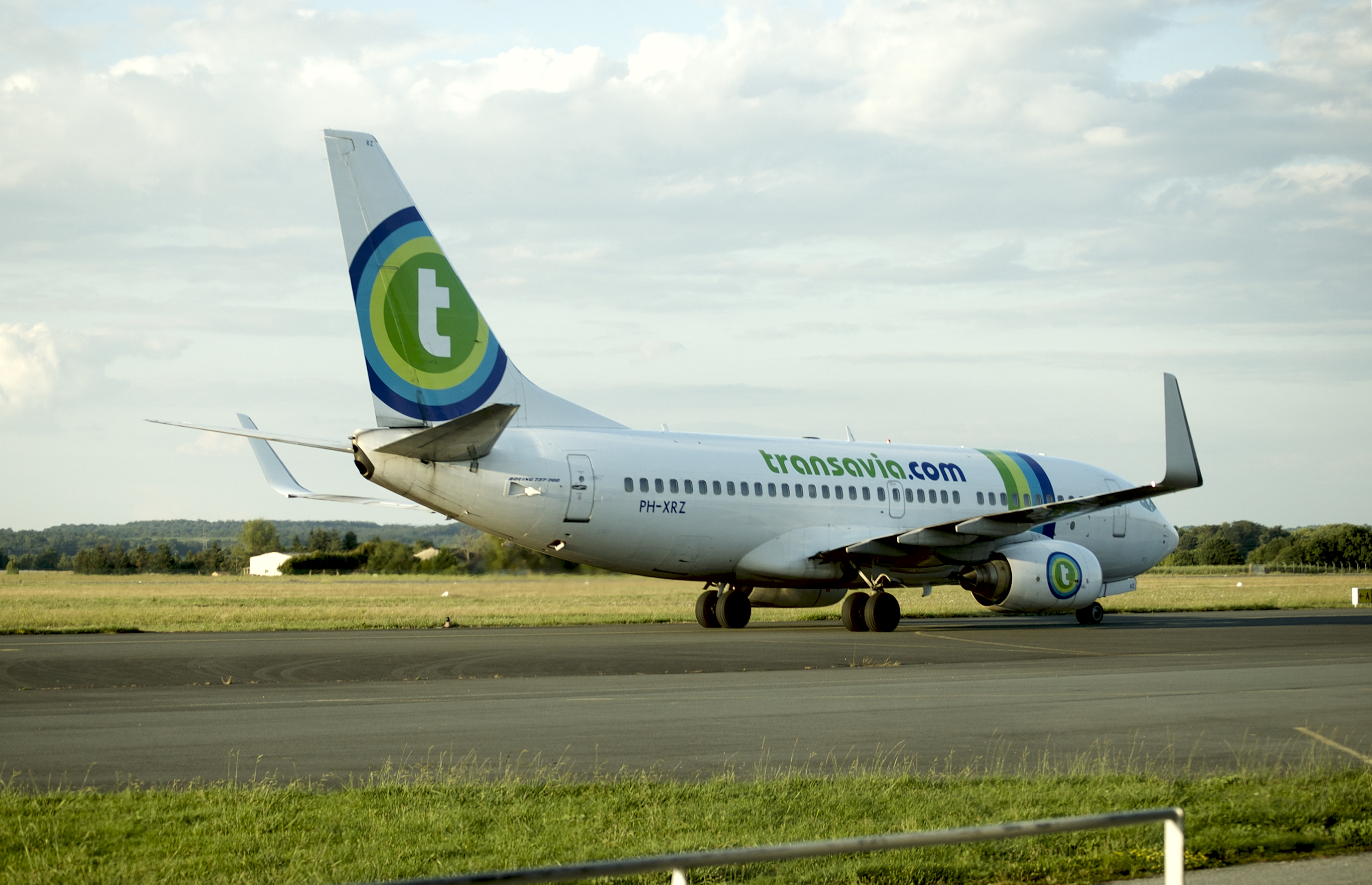
Boeing-737-700 de Transavia en 2015 à Bergerac.

## Logothèque

Logo de l'aéroport de Bergerac en 2004.
Logo de l'aéroport de Bergerac en 2007.
Logo de l'aéroport de Bergerac en 2012.
Logo actuel de l'aéroport de Bergerac.

## Statistiques
En 2017, l'aéroport de Bergerac a accueilli 315 410 passagers, soit une progression de 3,3 % par rapport à 2016 et son plus haut niveau.
Pour des raisons techniques, il est temporairement impossible d'afficher le graphique qui aurait dû être présenté ici.

Voir la requête brute et les sources sur Wikidata.
| Année | Passagers locaux | Passagers internationaux | Passagers nationaux | Transit | Total   |
| ----- | ---------------- | ------------------------ | ------------------- | ------- | ------- |
| 2000  | 16 682           | 662                      | 16 020              | 3 269   | 19 951  |
| 2001  | 16 379           | 260                      | 16 119              | 3 555   | 19 934  |
| 2002  | 61 715           | 48 788                   | 12 927              | 1 287   | 63 002  |
| 2003  | 115 978          | 102 023                  | 13 955              | 159     | 116 137 |
| 2004  | 204 009          | 190 515                  | 13 494              | 682     | 204 691 |
| 2005  | 233 760          | 230 568                  | 3 192               | 7       | 233 767 |
| 2006  | 269 630          | 269 148                  | 482                 | 0       | 269 630 |
| 2007  | 254 429          | 254 092                  | 337                 | 0       | 254 429 |
| 2008  | 294 700          | 294 555                  | 145                 | 0       | 294 700 |
| 2009  | 274 658          | 274 188                  | 470                 | 0       | 274 658 |
| 2010  | 259 723          | 256 479                  | 3 244               | 0       | 259 723 |
| 2011  | 288 999          | 287 338                  | 1 661               | 0       | 288 999 |
| 2012  | 248 393          | 246 786                  | 1 607               | 0       | 248 393 |
| 2013  | 286 226          | 284 020                  | 2 206               | 0       | 286 226 |
| 2014  | 277 312          | 277 312                  | 2 803               | 0       | 277 312 |
| 2015  | 281 456          | 281 456                  | 1 098               | 0       | 281 456 |
| 2016  | 305 323          | 303 278                  | 2 045               | 0       | 305 323 |
| 2017  | 315 410          | 313 818                  | 1 592               | 0       | 315 410 |
| 2018  | 286 456          | 284 726                  | 1 730               | 0       | 286 456 |
| 2019  | 285 182          | 283 763                  | 1 419               | 0       | 285 182 |
| 2020  | 55 044           | 54 614                   | 430                 | 0       | 55 044  |
| 2021  | 69 451           | 69 204                   | 247                 | 0       | 69 451  |
| 2022  | 222 564          | 222 158                  | 406                 | 0       | 222 566 |
| 2023  | 239 635          | 239 065                  | 570                 | 0       | 239 635 |
| 2024  | 246 556          | 245 960                  | 596                 | 0       | 246 556 |